# جوليان كار
جوليان كار (بالإنجليزية: Julian Carr)‏ هو مصرفي أمريكي، ولد في 12 أكتوبر 1845 في تشابل هيل في الولايات المتحدة، وتوفي في 29 أبريل 1924.